# Batrochoglanis
Batrochoglanis (Батрохогланіс) — рід риб родини Pseudopimelodidae ряду сомоподібні. Має 5 видів. наукова назва походить від грецького слова batrochos, тобто «жаба», та латинського слова glanis — «сом».

## Опис
Загальна довжина представників цього роду коливається від 14,8 до 80 см. Голова широка, сильно сплощена зверху, морда округла. Очі маленькі. Рот широкий. Є 3 пари коротеньких вусів. Тулуб валькоподібний. Спинний плавець низький, широкий. Жировий плавець маленький, зазвичай округлий. Грудні та черевні плавці невеличкі. Хвостовий плавець розрізано, лопаті широкі та округлі, цей плавець розташовано близько до жирового і анального плавців.
Основне забарвлення блідо-жовтого або піщаного, темно-коричневого, чорного кольорів. Значною мірою види різняться забарвлення хвостового стебла і хвостового плавця, де у кожного окремий малюнок.

## Спосіб життя
Це демерсальні риби. Віддають перевагу мілководним, гравійним або тінистим глибинним ділянкам річок, де багато корчів, зі спокійною течією. Ховаються вдень серед корчів або скель. Активні вночі. Живляться ракоподібними, личинками водних комах і рибою. На здобич чатують у засідці і нападають на жертву, що пропливає повз.

## Розповсюдження
Мешкають у басейнах річок Амазонка, Оріноко, Парагвай, Ессекібо і в озері Маракайбо. Зустрічаються також в річках Суринаму й Французької Гвіани.

## Тримання в акваріумі
Необхідно акваріум від 150 літрів. На дно насипають великий пісок темних тонів або дрібну гальку. Зверху кладуть камені неправильної форми різного розміру. Як схованки розміщують гіллясті корчі з розрахунком: 1 корч для кожного сома. Рослини не обов'язкові.
Неагресивні риби. Селити можна поодинці або групою від 2 особин. Сусідами можуть стати будь-які неагресивні риби — бронякові та панцирні соми, харацинові середнього розміру (брікони, семапрохілодуси, хальцеуси, мечерот). Годують риб у неволі живими харчами (заморожуванням). Звикають також до заміннику живого — шматочків риби, креветки. Їжу поміщають в акваріум перед вимиканням світла. Можна шматочок їжі засунути паличкою під корч. З технічних засобів знадобиться внутрішній фільтр середньої потужності для створення помірної течії, компресор. Температура тримання повинна становити 20-26 °C.

## Види
- Batrochoglanis acanthochiroides
- Batrochoglanis melanurus
- Batrochoglanis raninus
- Batrochoglanis transmontanus
- Batrochoglanis villosus